# 锡德卡普
锡德卡普是倫敦郊外的一個地區
，位於倫敦東南部，查令十字東南11.3英里（18.2）。锡德卡普普屬於貝克斯利倫敦自治市和格林威治區。